# Ville-sur-Retourne
Ville-sur-Retourne és un municipi francès situat al departament de les Ardenes i a la regió del Gran Est. L'any 2007 tenia 74 habitants.

## Demografia

### Població
El 2007 la població de fet de Ville-sur-Retourne era de 74 persones. Hi havia 32 famílies de les quals 4 eren unipersonals (4 dones vivint soles i 4 dones vivint soles), 16 parelles sense fills i 12 parelles amb fills.
La població ha evolucionat segons el següent gràfic:
Habitants censats

### Habitatges
El 2007 hi havia 35 habitatges, 31 eren l'habitatge principal de la família, 1 era una segona residència i 3 estaven desocupats. 34 eren cases i 1 era un apartament. Dels 31 habitatges principals, 28 estaven ocupats pels seus propietaris i 3 estaven llogats i ocupats pels llogaters; 3 tenien quatre cambres i 28 en tenien cinc o més. 27 habitatges disposaven pel capbaix d'una plaça de pàrquing. A 14 habitatges hi havia un automòbil i a 16 n'hi havia dos o més.

### Piràmide de població
La piràmide de població per edats i sexe el 2009 era:
| Homes | Edats   | Dones |
| ----- | ------- | ----- |
| 0     | 95 o +  | 0     |
| 0     | 90 a 94 | 4     |
| 0     | 85 a 89 | 0     |
| 0     | 80 a 84 | 0     |
| 0     | 75 a 79 | 0     |
| 0     | 70 a 74 | 0     |
| 4     | 65 a 69 | 0     |
| 4     | 60 a 64 | 8     |
| 0     | 55 a 59 | 0     |
| 12    | 50 a 54 | 0     |
| 4     | 45 a 49 | 8     |
| 4     | 40 a 44 | 4     |
| 0     | 35 a 39 | 0     |
| 0     | 30 a 34 | 0     |
| 0     | 25 a 29 | 0     |
| 0     | 20 a 24 | 0     |
| 12    | 15 a 19 | 4     |
| 4     | 10 a 14 | 0     |
| 0     | 5 a 9   | 0     |
| 0     | 0 a 4   | 0     |

## Economia
El 2007 la població en edat de treballar era de 51 persones, 42 eren actives i 9 eren inactives. De les 42 persones actives 41 estaven ocupades (22 homes i 19 dones) i 1 aturada (1 dona i 1 dona). De les 9 persones inactives 3 estaven jubilades, 5 estaven estudiant i 1 estava classificada com a «altres inactius».
Activitats econòmiques
L'any 2000 a Ville-sur-Retourne hi havia 10 explotacions agrícoles.

## Poblacions més properes
El següent diagrama mostra les poblacions més properes.